# Tricyphona huffae
Tricyphona huffae är en tvåvingeart som först beskrevs av Alexander 1940.  Tricyphona huffae ingår i släktet Tricyphona och familjen hårögonharkrankar. Inga underarter finns listade i Catalogue of Life.